# Jeanette Johansen
Jeanette Johansen (* 17. August 1979) ist eine ehemalige dänische Fußballspielerin.

## Karriere

### Vereine
Johansen spielte im Seniorinnenbereich und bis 2002 ausschließlich für die Frauenfußballmannschaft des Odense BK in der Elitedivision, der seinerzeit höchsten Spielklasse im dänischen Frauenfußball.

### Nationalmannschaft
Als Nationalspielerin für die DBU debütierte sie am 14. Juli 2000 in der U21-Nationalmannschaft, die in Nexø das in Freundschaft ausgetragene Länderspiel gegen die U21-Nationalmannschaft Deutschlands mit 0:7 verlor. Auch die weiteren drei Freundschaftsspiele gegen diesen Gegner wurden allesamt verloren (0:1; am 16. Juli 2000 in Nexø, 1:3 und 1:2; am 15. und 17. Juli 2002 jeweils in Randers) sowie einmal während ihrer Teilnahme am Turnier um den Nordic-Cup mit 0:6 am 30. Juli 2000 in Bayreuth. Drei weitere Turnierspiele im Jahr 2000 und vier im Jahr 2002 bestritt sie ebenfalls. Im ersten, am 22. Juli 2002, beim 4:1-Sieg über die U21-Nationalmannschaft Griechenlands erzielte sie mit dem Treffer zum 2:0 in der 75. Minute ihr erstes Tor für die U21-Nationalmannschaft, dass ihr einziges blieb.
Für die A-Nationalmannschaft bestritt sie acht Länderspiele, beginnend mit dem 6:1-Sieg über die Nationalmannschaft Spaniens am 22. Oktober 2000 in Burgos im EM-Playoff-Hinspiel. Ihre nächsten drei Länderspiele bestritt sie im Turnier um den Algarve-Cup 2001, mit dem ersten und dritten Spiel in der Gruppe B sowie mit dem Finale, in dem ihre Mannschaft am 17. März in Loulé der Nationalmannschaft Schwedens mit 0:3 unterlegen war und sie in der 81. Minute für Cathrine Paaske Sørensen eingewechselt wurde. Den drei Freundschaftsspielen gegen die Nationalmannschaften Englands (3:0; am 23. August 2001 in Northampton), Italiens und Nordkoreas (jeweils 4:0; am 10. April und 15. August 2002 und jeweils in Kopenhagen), folgte am 23. August 2002 mit dem WM-Relegations-Halbfinalhinspiel bei der 0:2-Niederlage gegen die Nationalmannschaft Frankreichs in Lens ihr letztes A-Länderspiel.

## Erfolge
- Algarve-Cup-Finalist 2001